# Verzorgingsplaats Reunen
Verzorgingsplaats Reunen is een verzorgingsplaats aan de Nederlandse A67 tussen aansluiting Velden en knooppunt Zaarderheiken in de richting Eindhoven. De verzorgingsplaats ligt in de gemeente Venlo tussen de plaatsen Venlo en Velden.
Op deze verzorgingsplaats lag een Esso-tankstation, maar sinds de zomer van 2011 is hier een BP gevestigd.
Richting Duisburg: Het Goor · Meelakkers · Het Gevlocht · Deersels · Zwartewater
Richting Antwerpen: Venlose Heide · Reunen · De Slenk · Helenaveen · De Leysing · Oeijenbraak · Oeienbosch · De Beerze